# Blue Scout 2
Blue Scout 2 – amerykańska czterostopniowa rakieta nośna na paliwo stałe. Startowała jedynie trzy razy, w tym tylko raz do misji orbitalnej, będącej częścią Programu Mercury.
XRM-90 Blue Scout 2 należał do rodziny rakiet Blue Scout, Systemu 609A Sił Powietrznych Stanów Zjednoczonych. Rakieta ta używała tych samych członów co rakieta Scout agencji NASA. Nie była jednak z nią identyczna, gdyż 4. stopień był ukryty w osłonie balistycznej ładunku, o takiej samej średnicy co człon trzeci. Zmieniona była także dysza silnika 1. stopnia. Z zewnątrz XRM-90 był nieodróżnialny od rakiety XRM-89 Blue Scout 1.
Pierwszy lot miał miejsce 3 marca 1961, drugi 12 kwietnia 1961. Oba były misjami suborbitalnymi. Ich pomyślny przebieg pozwolił na pomiar promieniowania w pasach radiacyjnych. Trzeci lot był przeprowadzony dla NASA, w ramach Programu Mercury. Nie powiódł się z powodu usterki rakiety.
USAF szybko wycofał się z używania rakiet Blue Scout 1 i Blue Scout 2, a zaczął użytkować rakiety Blue Scout Junior.

## Chronologia
1. 3 marca 1961, 16:02 GMT; s/n: D-4; miejsce startu: Cape Canaveral Air Force Station (LC 18B), USA
Ładunek: ładunek do badań plazmy HETS A2-1; Uwagi: start udany – statek osiągnął wysokość 2540 km
2. 12 kwietnia 1961, 06:07 GMT; s/n: D-5; miejsce startu: Cape Canaveral Air Force Station (LC 18B), USA
Ładunek: ładunek do badań plazmy HETS A2-2; Uwagi: start udany – statek osiągnął wysokość 1931 km. Zawierał eksperyment pobrania próbek mikrometeoroidów, jednak odzyskanie kapsuły powrotnej nie powiodło się.
3. 1 listopada 1961, 15:32 GMT; s/n: D-8; miejsce startu: Cape Canaveral Air Force Station (LC18A), USA
Ładunek: Mercury-Scout 1; Uwagi: start nieudany – wkrótce po starcie rakieta zaczęła doświadczać chaotycznych ruchów i przeciążeń aerodynamicznych. W 43. sekundzie lotu rakieta uległa samozniszczeniu na rozkaz wydany przez oficera bezpieczeństwa kosmodromu.